# Windmöller Holding
Windmöller-Holding – niemiecki koncern z siedzibą w Augustdorfie zajmujący się produkcją i dystrybucją pokryć podłogowych, systemów akustycznych i wyciszających. Prezesem i głównym udziałowcem jest Matthias Windmöller. Od stycznia 2013 roku pod szyldem Windmöller-Holding działają dwie marki producentów podłóg: Windmöller Flooring oraz Witex. Holding powstał w wyniku wcielenia przez Windmöller Gruppe marki Witex Flooring Products GmbH. Firma Witex Flooring Products była również pierwotnie założona przez rodzinę Windmöller, jednak w 2002 roku została oddzielona od ówczesnej spółki Witex AG. Domeną nowo powstałego holdingu jest produkcja, a także dystrybuowanie pod marką WINEO pokryć podłogowych.
W skład spółki Windmöller Holding wchodzą cztery firmy:
- Windmöller Flooring Products GmbH - producent podłóg laminowanych, winylowych i ekologicznych Purline Eco.
- Windmöller Polymer Technologie GmbH z siedzibą w Detmold – producent elastycznych paneli podłogowych.
- Windmöller Holzwerkstoffe GmbH (Zakład Przemysłu Drzewnego Windmöller GmbH) z siedzibą w Bad Oeynhausen – główny zakład stolarski holdingu znajdujący się w okręgu Ostwestfalen-Lippe(inne języki).
- Industrieservice OWL z siedzibą w Augustdorf – firma zajmująca się obsługą serwisową całego parku maszyn i urządzeń, głównie w firmach należących do holdingu Windmöller.